# Suning
Der Kreis Suning (chinesisch 肃宁县, Pinyin Sùníng Xiàn) ist ein Kreis der chinesischen Provinz Hebei. Er gehört zum Verwaltungsgebiet der bezirksfreien Stadt Cangzhou. Der Kreis hat eine Fläche von 516,1 km² und zählt 334.639 Einwohner (Stand: Zensus 2010). Sein Hauptort ist die Großgemeinde Suning (肃宁镇).

## Administrative Gliederung
Auf Gemeindeebene setzt sich der Kreis Suning aus fünf Großgemeinden und vier Gemeinden zusammen. 